# 법원 명령
명령(命令)이란 법원 외의 재판기관(재판장, 수명법관, 수탁법관 등)이 하는 재판을 말한다. 명령의 내용으로는 기일변경명령, 보정명령 등이 있다.

## 같이 보기
- 청문
- 법관
- 소송
- 재판